# Kristiansund BK
Kristiansund BK is een Noorse voetbalvereniging uit Kristiansund (niet te verwarren met Kristiansand). De club werd opgericht in 2003 en speelt de thuiswedstrijden in het Nordmøre stadion. De traditionele kleur is donkerblauw. 

## Geschiedenis
In 2003 leidde de lokale bankengroep Sparebank 1 Nordvest een fusie in tussen Kristiansund FK en Clausengenen FK, tot dan toe de twee rivaliserende clubs uit de stad. Op 2 september 2003 was de fusieclub Kristiansund BK een feit; het nam daarbij de competitieplaats over van Kristiansund FK in de 3. divisjon. In de vierde klasse ging Kristiansund BK van start in het Atlanten Stadion, het eindigde op de tweede plaats achter Træff. Het seizoen erop werd wel promotie bereikt. 
Sindsdien kwam de voetbalvereniging uit in de 2. divisjon. In 2012 lukte het Kristiansund BK om de titel te grijpen, waardoor het in 2013 voor het eerst uitkwam op het tweede niveau in de 1. divisjon. In 2016 volgde zelfs promotie naar de Eliteserien. 
Bijzonder is dat de vereniging sinds de oprichting in 2003 tot en met 2018 elk jaar op een hogere positie eindigde op de ranglijst. In 2019 lukte het niet om een beter resultaat te halen dan in 2018, want het eindigde zesde in de Eliteserien. 

### Stadion
In 2013 werden er nieuwe plannen gepresenteerd voor een nieuw stadion in de stad, maar dat plan ging uiteindelijk niet door. Vanaf 2014 werd er wel gewerkt aan een nieuw stadion, dat bij de seizoensstart van 2017 gereed kwam. De vereniging kreeg toen beschikking over een stadion met 4.444 plaatsen en vier overdekte tribunes onder de naam Kristiansund Stadion. Het debuutjaar in de Eliteserien kon daardoor worden afgewerkt in het nieuwe stadion, dat voldoet aan alle eisen van de Noorse voetbalbond.
Sinds 2023 kreeg het onderkomen de naam Nordmøre stadion.

## Overzichtslijsten

### Eindklasseringen vanaf 2004
| 2 |

| 1 |

| 7 |

| 5 |

| 4 |

| 3 |

| 2 |

| 2 |

| 1 |

| 9 |

| 4 |

| 3 |

| 1 |

| 7 |

| 5 |

| 6 |

| 5 |

| 6 |

| 15 |

| 4 |

| 11 |

| Niveau 1 | Niveau 2 | Niveau 3 | Niveau 4 |

De Noorse divisjons hebben in de loop der jaren diverse namen gekend, zie:  Eliteserien#Geschiedenis, 1. divisjon#Naamsveranderingen, 2. Divisjon.

### Seizoensresultaten vanaf 2009
| Seizoen | №  | Clubs | Divisie     | Duels | Winst | Gelijk | Verlies | Doelsaldo | Punten | Tsch  |
| ------- | -- | ----- | ----------- | ----- | ----- | ------ | ------- | --------- | ------ | ----- |
| 2009    | 3  | 14    | 2. divisjon | 26    | 14    | 4      | 8       | 54–37     | 46     | ??    |
| 2010    | 2  | 14    | 2. divisjon | 26    | 17    | 4      | 5       | 60–35     | 55     | ??    |
| 2011    | 2  | 13    | 2. divisjon | 24    | 15    | 3      | 6       | 55–29     | 48     | ??    |
| 2012    | 1  | 14    | 2. divisjon | 26    | 22    | 2      | 2       | 77–18     | 68     | ??    |
| 2013    | 9  | 16    | 1. divisjon | 30    | 12    | 6      | 12      | 47–44     | 42     | 1.534 |
| 2014    | 4  | 16    | 1. divisjon | 30    | 13    | 10     | 7       | 53–39     | 49     | 1.462 |
| 2015    | 3  | 16    | 1. divisjon | 30    | 14    | 7      | 9       | 37–30     | 49     | 1.672 |
| 2016    | 1  | 16    | 1. divisjon | 30    | 19    | 5      | 6       | 47–30     | 62     | 2.028 |
| 2017    | 7  | 16    | Eliteserien | 30    | 10    | 10     | 10      | 44–46     | 40     | 3.824 |
| 2018    | 5  | 16    | Eliteserien | 30    | 13    | 7      | 10      | 46–41     | 46     | 4.042 |
| 2019    | 6  | 16    | Eliteserien | 30    | 13    | 8      | 9       | 41–41     | 41     | 4.092 |
| 2020    | 5  | 16    | Eliteserien | 30    | 12    | 12     | 6       | 57–45     | 48     | 200   |
| 2021    | 6  | 16    | Eliteserien | 30    | 14    | 4      | 12      | 41–46     | 46     | 2.228 |
| 2022    | 15 | 16    | Eliteserien | 30    | 5     | 8      | 17      | 37-60     | 23     | 3.771 |
| 2023    | 4  | 16    | 1. divisjon | 30    | 14    | 8      | 8       | 56–38     | 50     | 2.028 |
| 2024    | 11 | 16    | Eliteserien | 30    | 8     | 10     | 12      | 33-45     | 34     |       |